# TT103

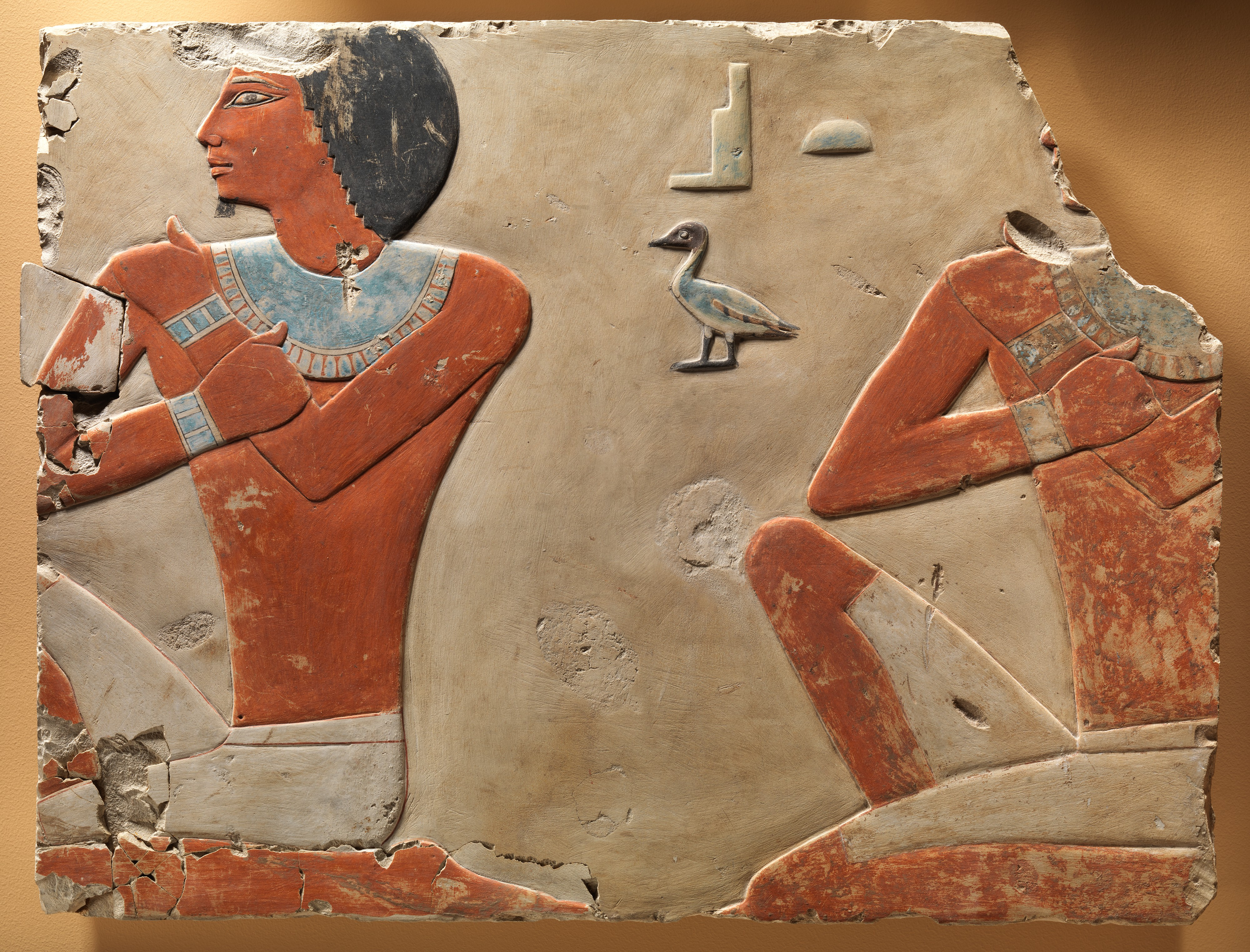
Relieve con dos funcionarios o hijos del chaty Dagi (Metropolitan Museum, cat. MET DP322062).

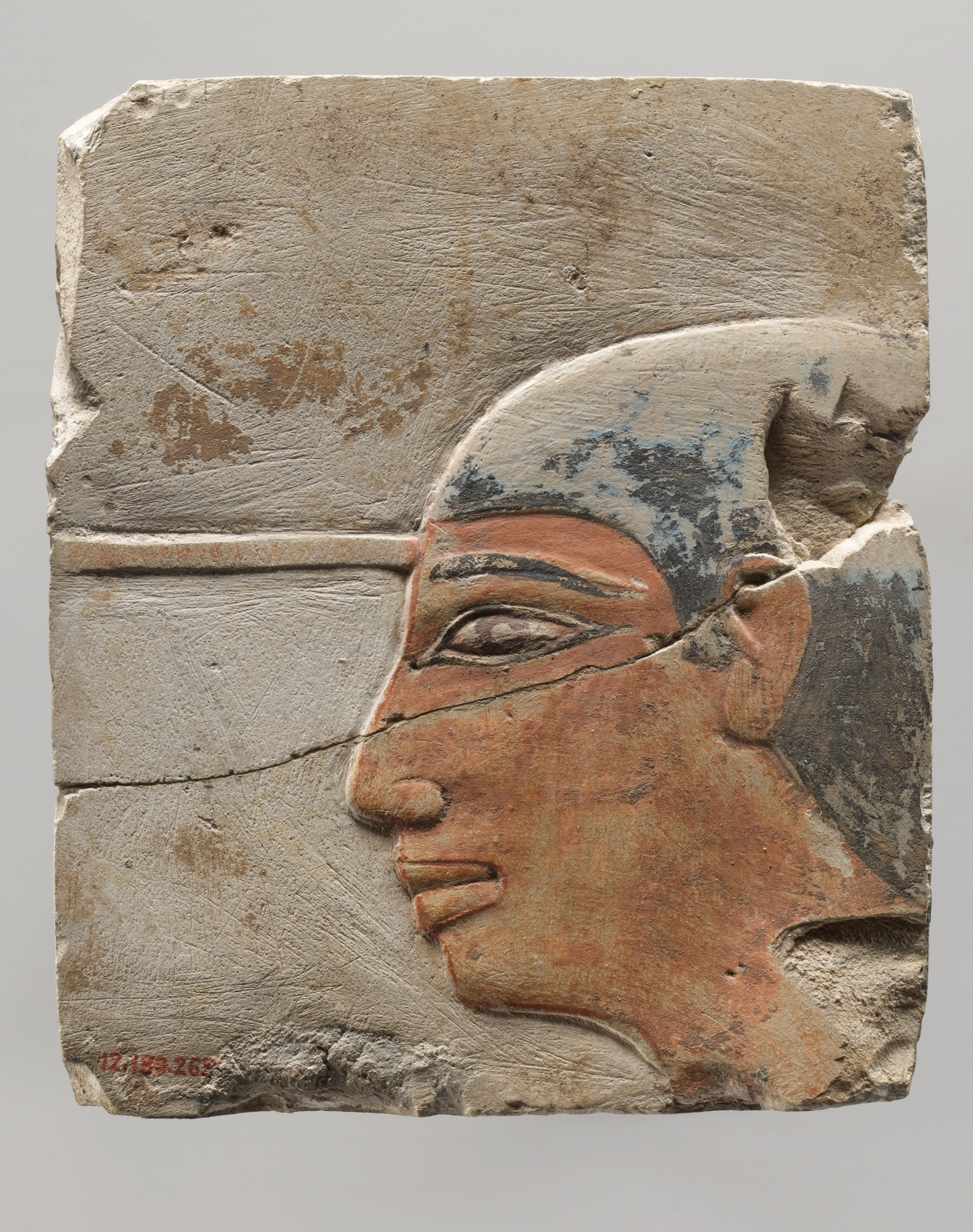
Relieve de la tumba representando la cabeza de un escriba (cat. MET DP234726).

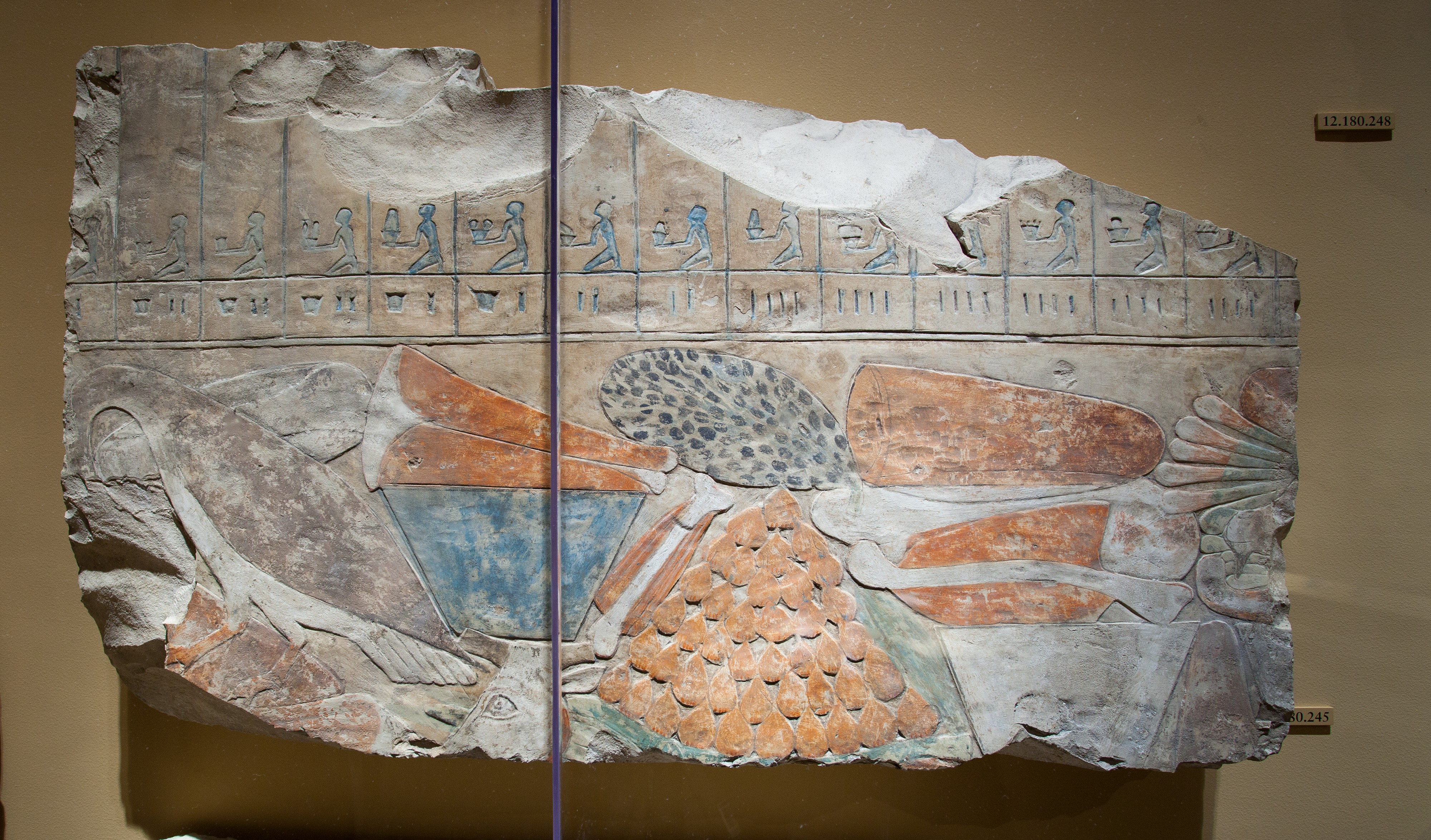
Fragmento de relieve que muestra algunas ofrendas y parte de una lista de ofrendas (cat. MET 12.180.245 3162).

La tumba tebana TT103 está situada en el Valle de los Nobles en Sheij Abd el-Qurna, en la Necrópolis tebana, en la orilla occidental del Nilo, frente a la ciudad de Luxor, Egipto. Perteneció al visir Dagi.
La zona, destinada a los enterramientos de nobles y altos funcionarios vinculados a las casas gobernantes, especialmente del Imperio Nuevo, fue explotada, como necrópolis, desde el Imperio Antiguo y, posteriormente, hasta época saíta (con la dinastía XXVI) y ptolemaica.

## Propietario de la tumba
La TT103 es el lugar de enterramiento de Dagi, gobernador de la ciudad y visir (chaty) durante el reinado de Mentuhotep II (XI dinastía, entre la segunda mitad del siglo XXI y comienzos del XX a. C.).
Existen varias fuentes documentales que hacen referencia a Dagi, entre ellas, en otros relieves del complejo funerario de Mentuhotep II en Deir el-Bahari o en su propia tumba, donde además aparece el nombre de la madre, o de su esposa: Maetnemti.

## Descripción de la tumba
La TT103 fue descubierta a mediados de los años cuarenta del siglo XIX por Richard Lepsius. Fue difícil encontrarla porque en su patio se había edificado un monasterio copto. 
Es una de las tumbas más antiguas de la necrópolis tebana, ya que data de finales de la XI dinastía. Presenta una versión revisada de tumba saff a la que posteriormente, probablemente cuando alcanzó el cargo de chaty, se le añadió el corredor interior, adoptando la forma de una tumba de corredor.
Su entrada se abre a un pórtico con pilares donde las pinturas están muy dañadas; sin embargo, es posible identificar (1, en el plano) escenas de vendimia y riego de cosechas; (2) el difunto que sale de la tumba; (3) preparación de fibras para tejer; (4) hombres en canoas que acompañan ganado cruzando un río donde se pueden ver cocodrilos; (5) animales salvajes traídos al difunto y (6) el difunto (?) observando escenas de pesca y caza; (7 - 8) escenas de peregrinación a Abidos; (9) mujeres hilando lino; (10) almacenamiento de granos; (11) preparación de cerveza y comida; (12) escenas de horneado de panes en el horno; (13) ofrendas que llevan el nombre del difunto; (14) en dos escenas, el difunto inspecciona a unos portadores de ofrendas y el difunto con su madre (?) quienes registran los bienes probablemente en una balanza que ya no es legible; (15) hombres con una silla de manos (?); (16) hombres que encienden fuegos; (17) preparando una cama (?).
En la decoración de la tumba, Dagi aparece con varias titulaciones, sobresaliendo el título de chaty. En la cámara funeraria, la más interna de la tumba, también se encontró su sarcófago monolítico de piedra caliza decorado (ahora en el Museo Egipcio de El Cairo) en el que aparece con los títulos de "supervisor de la puerta" y "portador del sello real". Esta sería su posición, muy probablemente, antes de convertirse en chaty.